# Lancia (Crambidae)
Lancia là một chi bướm đêm thuộc họ Crambidae.

## Hình ảnh

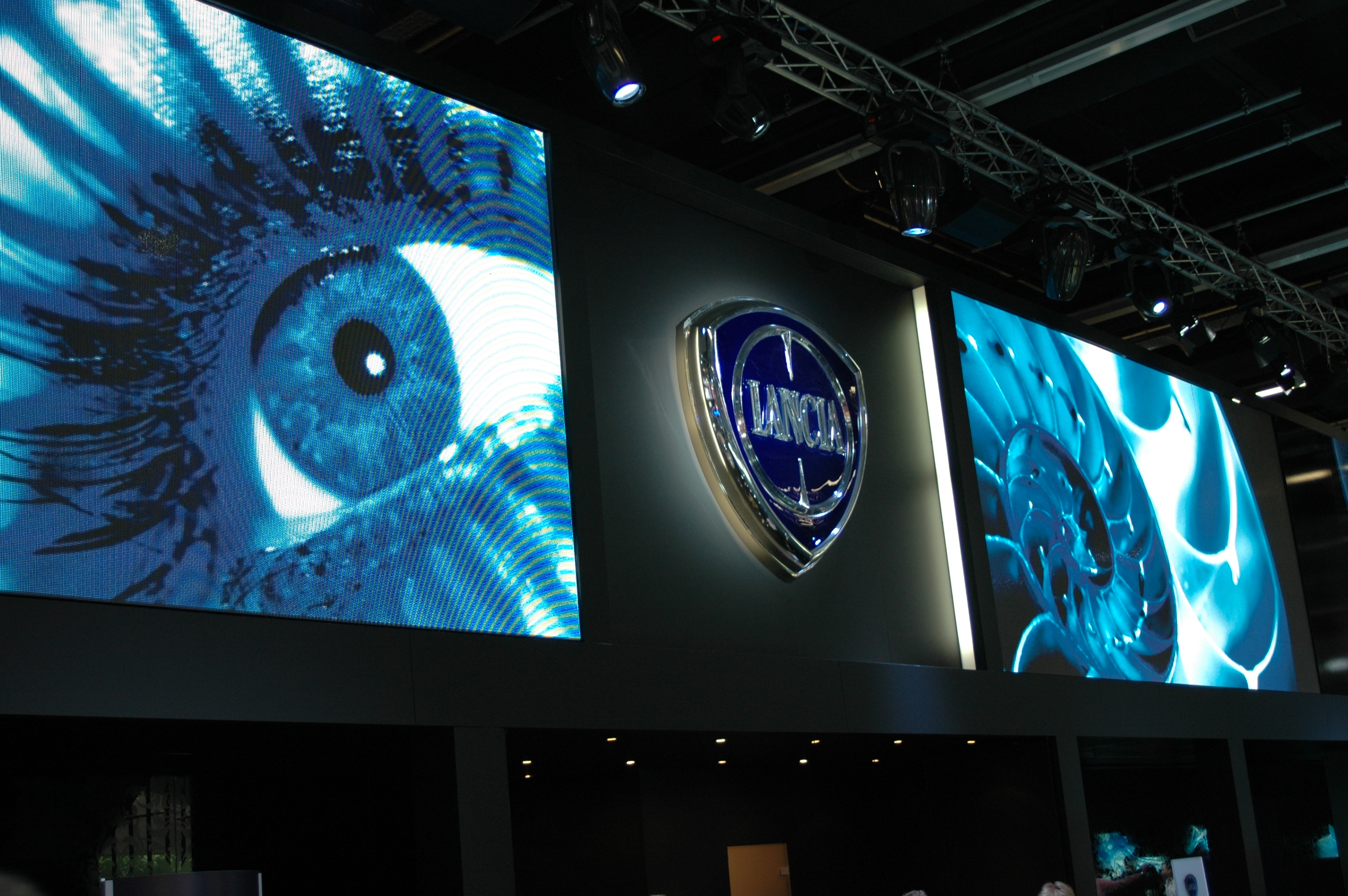
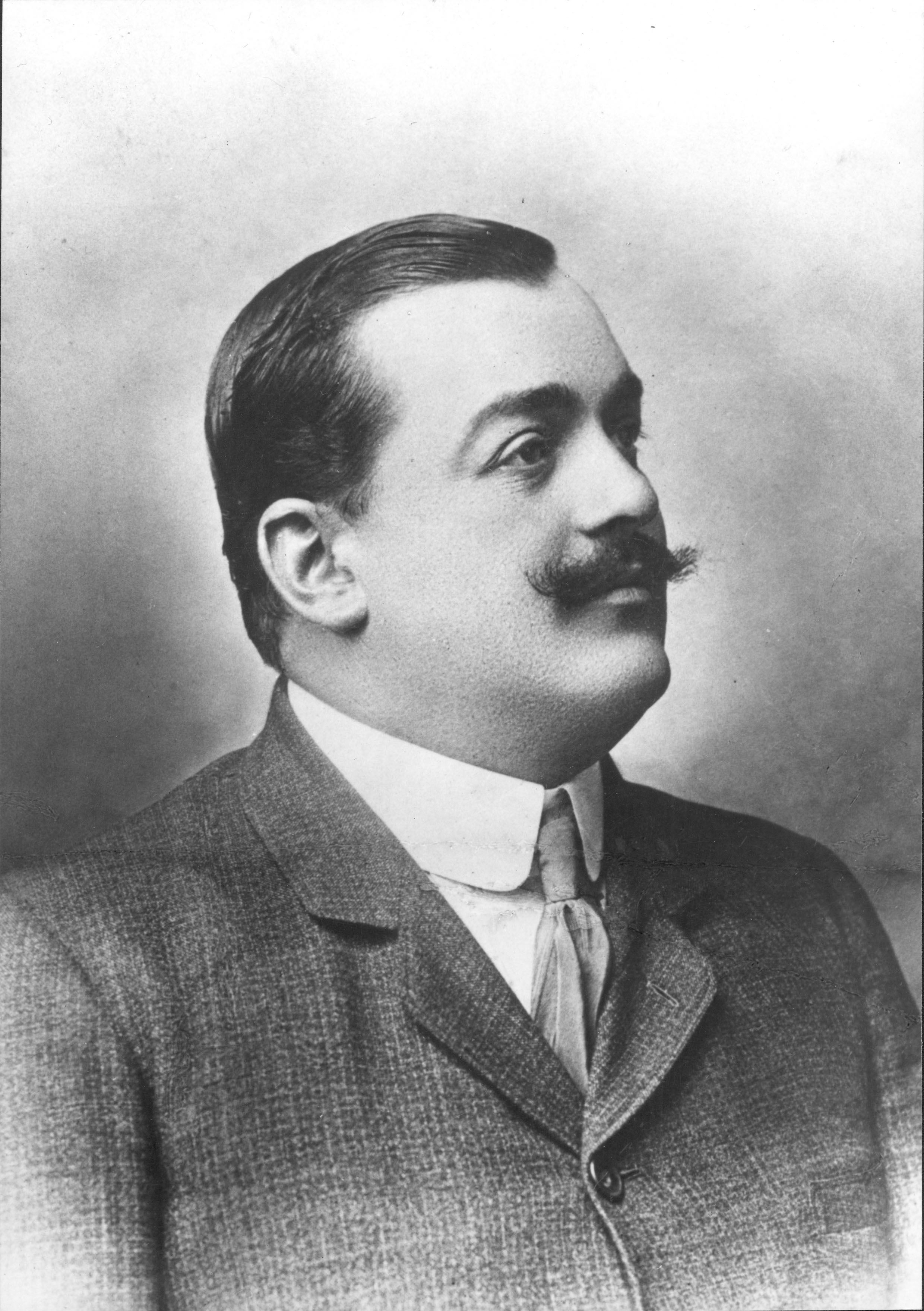